# تشوي يونغمي
تشوي يونجمي ( (الكورية: 최영미) من مواليد 25 سبتمبر 1961وهي شاعرة وروائية كورية جنوبية وواحدة من رموز حركة MeToo في كوريا، وهي معروفة على نطاق واسع بمجموعتها الشعرية "في الثلاثين، انتهت الحفلة" (1994).

## أعمال باللغة الكورية

### مجموعات شعرية
- في الثلاثين، انتهت الحفلة ( 서른, 잔치는 끝났다</link> ، 1994)
- الدوس على دواسات الأحلام ( 꿈의 페달을 밟고</link> ، 1998)
- إلى الخنازير ( 돼지들에게</link> ، 2005)
- الحياة التي لم تصل بعد ( 도착하지 않은 삶</link> ، 2009)
- أشياء ساخنة بالفعل ( 이미 뜨거운 것들</link> ، 2013)
- ما لن يأتي مرة أخرى ( 다시 오지 않는 것들</link> ، 2019)

### روايات
- الندبات والأنماط ( 흉터와 무늬</link> ، 2005)
- حديقة البرونز ( 청동정원</link> ، 2014)